# Station Liancourt-Rantigny
Station Liancourt-Rantigny is een spoorwegstation aan de spoorlijn Paris-Nord - Lille. Het ligt in de Franse gemeente Rantigny, in de buurt van Liancourt in het departement Oise (regio Hauts-de-France).
Het is een station van de Société nationale des chemins de fer français (SNCF), en er stoppen treinen van TER Picardie.

## Situatie
Het station bevindt zich op 47 meter hoogte, bij kilometerpunt 57,718 van de spoorlijn Paris-Nord - Lille tussen de stations Clermont-de-l'Oise en Laigneville.

## Treindienst
| Serie | Treinsoort | Route                                                       | Bijzonderheden |
| ----- | ---------- | ----------------------------------------------------------- | -------------- |
| C 10  | TER (SNCF) | Paris-Nord – Creil – Liancourt-Rantigny – Longueau – Amiens |                |